# Kænguruer
Kænguruer (Macropodidae) er en familie af pungdyr. De hører til blandt de mest velkendte pungdyr og er typiske repræsentanter for Australiens fauna, men findes også på Ny Guinea. Kænguruer kendetegnes ved de tydeligt længere bagben og er planteædere, der overvejende er aktive i skumringen og om natten. Familien omfatter cirka 60 nulevende arter. Flere arter er uddøde i moderne tid. Til de mest udbredte og almindelige arter hører de tre arter af kæmpekænguruer. Andre arter er truet af udryddelse. De varierer i højde fra 35 cm til 2 meter, hvortil kommer halens længde. De fleste arter lever på jorden, bortset fra arterne i slægten trækænguruer (Dendrolagus), der klatrer i træer. Nogle af de mindre og mellemstore arter kaldes wallabyer. I de senere år er kængurukød blevet en populær spise flere steder i verden.

## Udseende
Forskellen i størrelse er stor blandt kænguruer. Mens den største art, rød kæmpekænguru, kan blive op til 1,8 meter høj og veje 90 kilogram, vejer harewallabyen Lagorchestes hirsutus kun 0,8 til 1,8 kilogram og har en længde på omkring 35 centimeter.
Forbenene er små og har fem fingre, der anvendes til fødeindtagelse og som støtte ved langsom gang. Bagfoden er smal og langstrakt. Kænguruer er sålegængere, hvilket betyder at de går på hele fodfladen. Den første tå på bagfoden mangler, den anden og tredje tå er sammenvoksede, men ender i to adskilte kløer, der anvendes ved pelspleje (ligesom hos andre arter i ordenen Diprotodontia), den fjerde tå er den længste og kraftigste, den femte er af mellemstørrelse.

## Opdagelse og navn
Gruppens videnskabelige navn, Macropodidae, kommer fra det græske makropod som betyder "stor fod" (μακρός makrós = "stor" og πούς poús, genitiv ποδός podós = "fod").
Et af de tidligste skriftlige europæiske vidnesbyrd om ekænguruer findes i den britiske opdagelsesrejsende James Cooks dagbogsoptegnelser fra juli 1770, der tillige indeholder en beskrivelse.
Betegnelsen kænguru (engelsk: kangaroo) stammer fra aboriginer-stammen Guugu Yimidhirr, der lever på Kap York-halvøen i det nordøstlige Australien. Ordet er afledt af gangurru, der tjener som betegnelse for den grå kæmpekænguru. Stammen har flere ord for de forskellige kænguruarter. Ifølge en udbredt myte skulle Cook som første europæer have set disse dyr, og navnet "kænguru" skulle betyde "Jeg forstår ikke" og som svar på britens naturlige og på engelsk formulerede spørgsmål "Hvad er det for et dyr?". At denne historie ikke var sand, blev afsløret af lingvisten John B. Haviland i 1970'erne.

## Udbredelse og levested
Kænguruer forekommer i Australien og på nærliggende øer som Tasmanien og Ny Guinea. Her lever de i så forskellige habitater som regnskove og busk- eller græsbevoksede tørre savanner og ørkenområder. Nogle arter såsom klippewallabyer lever også i bjergområder op til 3.100 meter over havet.

## Formering
Som hos alle pungdyr fødes kænguruunger efter en kort drægtighedsperiode på omkring 20 til 40 dage og er sammenlignet med placentale pattedyr relativt uudviklede. Selv hos den største kænguruart, den røde kæmpekænguru, måler ungen ved fødslen kun 2,5 centimeter og vejer 0,75 gram. Normalt fødes kun en enkelt unge, tvillinger er sjældne. Den kravler efter fødslen selv fra fødekanalen ind i pungen og suger sig fast med munden til en dievorte, som den ikke giver slip på i de næste to til tre måneder.
Hos mange arter findes en "forsinket" fødsel: Umiddelbart efter en unges fødsel parrer hunnen sig igen. Dette embryo fortsætter ikke med at vokse, før den store unge endegyldigt har forladt pungen. Først da udvikler embryoet sig videre og fødes. Evolutionært er dette sandsynligvis en tilpasning til ugæstfrie omgivelser: skulle ungen dø, eller moren måtte forlade den, så er der straks en efterfølger klar.
Efter omkring et halvt år forlader ungen for første gang pungen; efter omkring otte måneder er den blevet endegyldigt for stor til at rummes i pungen. Ungen får dog lov til at die indtil en alder af omkring et år, hvilket sker ved at den stikker sit hoved ind i pungen, hvor ofte allerede en ny lille unge dier. I sådanne tilfælde drikker den store og lille unge af forskellige dievorter, der desuden giver mælk af forskellig sammensætning.

## Bevægelse
Alt efter kravet til hastighed har mange kænguruarter to måder at bevæge sig på: Ved højere tempo springer de kun med bagbenene, halen forbliver i luften og tjener til at holde balancen. På denne måde kan de i et kortere tidsrum komme op på 50 km/t. Hos de større arter er disse spring ofte 9 meter lange, hos en grå kæmpekænguru er der målt 13,5 meter lange spring.
Ved langsom gang benytter kænguruer fem lemmer: Mens dyret støtter med forpoterne og halen, svinger bagbenene frem og så snart disse igen er sat i jorden, flyttes forpoter og hale igen. Den hoppende bevægelsesmåde er meget effektiv ved høj fart. Takket være meget elastiske muskler kan de uden stort energiforbrug komme hurtigt fremad, hvad der er en fordel i et tørt klima med til dels få føderesurser. Ved lavere fart er denne bevægelsesmåde dog ineffektiv og energikrævende. Kænguruer kan ikke bevæge sig baglæns.

## Menneskelig anvendelse
Kænguruer var et vigtigt jagtbytte for aboriginerne, der jagtede dem for kødet og pelsen. På den anden side fik kænguruerne nye levesteder på grund af aboriginernes afbrændinger, der tidligere udførtes som en del af jagten og i nyere tid som en del af svedjebrug. Afvekslingen mellem afbrændte flader med ny grøn vegetation og tæt bevoksning gav dyrene føde og tilflugtsmuligheder.
Også europæerne jagtede disse dyr efter deres ankomst. I dag er de fleste australske kænguruarter fredet. Den røde og grå kæmpekænguru, der siden europæernes ankomst er blevet talrigere og uden naturlige fjender, jages dog. I modsætning til mange andre kommercielt udnyttede dyr findes ingen opdræt af kænguruer. Afskydningen er nøje underlagt kvoter; årligt nedlægges i Australien omkring 3 millioner dyr.
Kængurukød anvendes til dyrefoder,  størstedelen eksporteres – 80 % til Europa. Kængurulæder har ry for at være meget slidstærkt på grund af kollagenfibrenes regelmæssighed, og anvendes bl.a. til handsker (fx indersiden på motorcykelhandsker), sko og støvler.
I Australien findes der et antal udpegede jægere, der har ret til at skyde kænguruer. Kængurukød ekporteres til 60 lande verden over. 

## Klassifikation
De cirka 60 arter af nulevende kænguruer i familien Macropodidae samles i 11 slægter:
- Slægt Lagostrophus
  - Stribet wallaby (stribet harekænguru), Lagostrophus fasciatus
- Slægt Dendrolagus: trækænguruer
  - Dendrolagus inustus
  - Lumholtz's trækænguru, Dendrolagus lumholtzi
  - Bennetts trækænguru, Dendrolagus bennettianus
  - Sort trækænguru, Dendrolagus ursinus
  - Matschies trækænguru, Dendrolagus matschiei
  - Dendrolagus dorianus
  - Dendrolagus goodfellowi
  - Dendrolagus spadix
  - Dendrolagus pulcherrimus
  - Dendrolagus stellarum
  - Dendrolagus mbaiso
  - Dendrolagus scottae
- Slægt Dorcopsis
  - Müllers kratwallaby, Dorcopsis muelleri
  - Dorcopsis hageni
  - Dorcopsis atrata
  - Dorcopsis luctuosa
- Slægt Dorcopsulus
  - Dorcopsulus vanheurni
  - Dorcopsulus macleayi
- Slægt Lagorchestes, harewallabyer
  - Lagorchestes conspicillatus
  - Lagorchestes hirsutus
- Slægt Macropus
  - Sandfarvet wallaby, Macropus agilis
  - Sortstribet wallaby, Macropus dorsalis
  - Macropus eugenii
  - Sorthåndet wallaby, Macropus irma
  - Hvidstrubet kratwallaby, Macropus parma (genopdaget, troet uddød i 100 år)
  - Macropus parryi
  - Rødhalset wallaby, Macropus rufogriseus
  - Macropus antilopinus
  - Bernards wallaroo, Macropus bernadus
  - Wallaroo (bjergkænguru), Macropus robustus
  - Rød kæmpekænguru, Macropus rufus
  - Vestlig grå kæmpekænguru, Macropus fuliginosus
  - Grå kæmpekænguru (østlig grå kæmpekænguru), Macropus giganteus
- Slægt Onychogalea, klohalewallabyer
  - Seleklohalewallaby, Onychogalea fraenata
  - Nordlig klohalewallaby, Onychogalea unguifera
- Slægt Petrogale, klippekænguruer
  - Kortøret klippekænguru, Petrogale brachyotis
  - Petrogale burbidgei
  - Dværgklippekænguru, Petrogale concinna
  - Petrogale persephone
  - Petrogale rothschildi
  - Ringhalet klippekænguru, Petrogale xanthopus
  - Petrogale assimilis
  - Petrogale coenensis
  - Petrogale godmani
  - Petrogale herberti
  - Petrogale inornata
  - Petrogale lateralis
  - Petrogale mareeba
  - Børstehalet klippekænguru, Petrogale penicillata
  - Petrogale purpureicollis
  - Petrogale sharmani
- Slægt Setonix
  - Quokka: Setonix brachyurus
- Slægt Thylogale, kratwallabyer
  - Tasmansk kratwallaby, Thylogale billardierii
  - Thylogale browni
  - Thylogale brunii
  - Thylogale calabyi
  - Thylogale lanatus
  - Rødbenet kratwallaby, Thylogale stigmatica
  - Rødnakket kratwallaby, Thylogale thetis
- Slægt Wallabia
  - Tofarvet wallaby, Wallabia bicolor